# James Wattana
James Wattana (in lingua thailandese: เจมส์วัฒนา; Bangkok, 17 gennaio 1970) è un giocatore di snooker thailandese.
Professionista dal 1989 al 2008 e dal 2009, James Wattana figura all'8º posto in questa speciale classifica, dietro a Fred Davis (64 anni e 25 stagioni), Jimmy White (40), Steve Davis (38), Rex Williams (44 anni e 27 stagioni), John Pulman (36 anni e 14 stagioni) e Nigel Bond (31).
È considerato uno dei migliori giocatori di snooker degli anni 1990 e colui che ha iniziato a diffondere questo sport in Asia; Wattana è arrivato infatti a vincere 3 titoli Ranking e 7 Non-Ranking, raggiungendo anche una finale al Masters di Londra nel 1993, persa contro Stephen Hendry. Negli altri due tornei della Tripla Corona, il Campionato mondiale e lo UK Championship, ha conquistato due semifinali.
Conta inoltre 3 serie perfette e con la prima, realizzata al World Masters 1991, il thailandese è stato per quasi cinque mesi il giocatore più giovane ad averne una, con 20 anni e 364 giorni, record battuto poi da Peter Ebdon (20 anni e 282 giorni) e da molti altri professionisti.

## Carriera

### 1985-1989: I primi anni da dilettante e il trionfo al Thailand Masters
Dopo essere stato invitato al Thailand Masters 1985, dove esce nella fase a gironi, James Wattana vince nel giugno del 1986 l'Asian Snooker Championship, torneo dilettantistico. Come per l'anno precedente, riceve un invito per partecipare al torneo di casa Thailand Masters e, a 16 anni, riesce addirittura a vincere l'evento, battendo nel corso del torneo tre campioni del mondo: Dennis Taylor ai quarti, Steve Davis in semifinale e Terry Griffiths in finale. Prima di diventare un professionista, Wattana completa la sua gavetta da amatore portando a casa un altro Asian Snooker Championship nel 1988 e laureandosi campione del mondo dilettanti nello stesso anno, battendo Barry Pinches in finale.

### 1989-1999: Il prematuro arrivo tra i top

#### Stagione 1989-1990
Una volta arrivato nel Main Tour all'inizio della stagione 1989-1990, James Wattana inizia subito ad imporsi tra i migliori della specialità arrivando in finale all'Asian Open, in cui viene sconfitto da Stephen Hendry per 9-6. Successivamente conquista due semifinali (al Grand Prix e al Pontins Professional) e riesce ad accedere anche al Masters, vincendo il turno delle wildcard contro Dean Reynolds per 5-4, ma una volta giunto nel tabellone principale viene eliminato da Steve Davis. Al Campionato mondiale il thailandese batte al primo turno di qualificazioni il tre volte campione del mondo John Spencer 10-8, ma viene tuttavia sconfitto nel secondo da un altro campione, Alex Higgins per 10-6, non riuscendo a concludere una stagione già ottima, finita al 32º posto nel Ranking.

#### Stagione 1990-1991
Nella sua seconda stagione Wattana ottiene buoni risultati nei tornei Non-Ranking, vincendo la Hong Kong Challenge contro Jimmy White 9-3. Raggiunge e perde poi le finali del Benson & Hedges Championship e della European Masters League, rispettivamente contro Alan McManus e Davis e arriva in semifinale al World Masters dove realizza anche il suo primo 147. Per il secondo anno consecutivo non prende parte al Campionato del mondo venendo eliminato alle qualificazioni da Craig Edwards.

#### Stagione 1991-1992
Nella stagione 1991-1992, il thailandese compie il salto di qualità definitivo, grazie anche alla conquista del suo primo titolo Ranking, lo Strachan Open, vinto in finale ai danni di John Parrott per 9-5. Oltre a questo piazzamento, Wattana raggiunge altre 3 finali (British Open, King's Cup e Hong Kong Challenge), finendo inoltre in semifinali altrettanti 3 eventi (UK Championship, Classic e Premier League). Al terzo tentativo riesce anche a qualificarsi per il Campionato mondiale, dove avanza al secondo turno, battendo Tony Jones e perdendo a sua volta contro Hendry. La sua grande annata gli vale il passaggio dal 20° al 7° nel Ranking.

#### Stagione 1992-1993
Nel 1992-1993 Wattana conquista un altro importante torneo, il World Matchplay, sconfiggendo Steve Davis in finale con il punteggio di 9-4, accumulando così £70.000, che tuttavia non valgono per la classifica. Successivamente arriva a disputare altre 5 finali, la più importante è quella al Masters, dove il thailandese veniva dai trionfi su Martin Clark, John Parrott e Jimmy White. In finale affronta Stephen Hendry e l'incontro, a seguito di un sostanziale equilibrio, passa in mano a lui, che si porta prima sul 6-3 e poi sul 8-4 e vince il torneo con il risultato di 9-5. Dopo altrettante finali, semifinali e quarti di finale, Wattana conclude la stagione raggiungendo le semifinali al Campionato mondiale, eliminando Tony Jones, Steve James, John Parrott, perdendo contro Jimmy White per 16-9.

#### Stagione 1993-1994
Nella stagione 1993-1994 Wattana porta a casa il suo secondo titolo Ranking nella sua Bangkok, battendo Steve Davis nella finale del Thailand Open. In seguito vince la King's Cup, dopo aver perso in finale per due anni filati, ma non riesce ad imporsi nel British Open, cedendo in finale per la terza volta consecutiva. Al Masters esce ancora per mano di Hendry, ma questa volta in semifinale; alla fine questo è stato l'ultimo di 23 incontri vinti consecutivamente dallo scozzese in questo torneo, dato che non è riuscito a portare a casa il titolo. Al Campionato mondiale esce ai quarti contro Steve Davis, terminando la stagione al 3º posto in classifica.

#### Stagione 1994-1995
Dopo il successo dell'annata precedente, Wattana riconferma il trionfo finale al Thailand Open, battendo Ronnie O'Sullivan per 9-6. Malgrado il successo in patria la stagione 1994-1995 non gli è favorevole come le altre: il thailandese raggiunge infatti le semifinali, al massimo, in tre eventi (UK Championship, British Open e King's Cup). Dopo aver completato il Masters ai quarti, eliminato stavolta da White, il suo cammino al Campionato del mondo finisce presto, con l'uscita al primo turno dopo la sconfitta contro Gary Wilkinson.

#### Stagione 1995-1996
Nel 1995-1996 non porta a casa nessun trofeo dopo 5 stagioni. Il suo miglior piazzamento sono due quarti, raggiunti al Thailand Open e all'Irish Masters. A dispetto della scorsa annata, Wattana vince al primo turno del Campionato del mondo, contro Jimmy Michie 10-8, perdendo poi al secondo contro Nigel Bond per 13-4. A causa della mancanza di risultati utili, anche il suo Ranking ne risente, con l'arretramento al 12º posto.

#### Stagione 1996-1997
Nella stagione 1996-1997 arriva per due volte in semifinale, allo European Open, dove viene sconfitto da John Higgins, con un cappotto da 6-0, e al Campionato mondiale, dove a batterlo è il suo vecchio rivale Stephen Hendry, con il punteggio 17-13.

#### 1997-1999
Tra il 1997 e il 1999, Wattana arriva una sola volta in semifinale, al China International 1997. Per il resto, conquista altri due quarti, al Masters 1998 e al Welsh Open 1999, terminando il periodo della grande affermazione tra i migliori. Al Campionato mondiale 1999, il thailandese affronta al primo turno Marco Fu, che negli anni successivi diventerà uno dei migliori giocatori asiatici assieme a Ding Junhui; tuttavia Wattana riesce a vincere l'incontro per 10-8, ma viene ancora una volta eliminato da Hendry, al secondo turno.

### 1999-2008: La seconda parte di carriera e l'uscita dal Main Tour
Stabilitosi nella top 50, Wattana non ottiene altre grandi prestazioni nella sua seconda parte di carriera. Dopo 8 anni di fila, il thailandese manca la qualificazione al Campionato mondiale nel 2000, riuscendo comunque a figurare al Crucible Theatre nelle successive quattro edizioni e nel 2006, uscendo sempre al primo turno. Nella stagione 2007-2008 partecipa alla fase finale solo in due tornei, il Northern Ireland Trophy e lo UK Championship, oltre che uno molto minore, la Euro-Asia Masters Challenge, in cui perde in finale. Al termine dell'annata esce dal Main Tour dopo 19 stagioni consecutive.

### 2009-: Il ritorno tra i professionisti
Dopo aver vinto il Thailand Amateur Championship nel 2008 e l'Asian Snooker Championship nel 2009, James Wattana ritorna tra i professionisti all'inizio della stagione 2009-2010, continuando lo stesso con lo stesso trend. Con la precedente istituzione del Six-Red World Championship, un torneo con sole 6 rosse sul tavolo, oltre che agli altri colori, Wattana riesce a specializzarsi così come molti altri connazionali. Nel 2008 aveva già raggiunta una semifinale e nel 2009 un quarto. Tra il 2012 e il 2016 arriva sempre al secondo turno, mentre nel 2018 conquista di nuovo i quarti.
A partire dal 2014, Wattana riceve una carta ai meriti della carriera, dalla WPBSA, che lo mantengono nel tour senza considerare il suo Ranking, fino a quando si ritirerà.

## Vita privata
James Wattana è divenuto, col tempo, uno degli sportivi più famosi in Thailandia e anche uno dei più amati. Possiede un passaporto diplomatico per spostarsi tranquillamente dall'Asia in Europa.

## Ranking
| Stagione  | Ranking iniziale | Ranking finale |
| --------- | ---------------- | -------------- |
| 1989-1990 | Non classificato | 32             |
| 1990-1991 | 32               | 20             |
| 1991-1992 | 20               | 7              |
| 1992-1993 | 7                | 5              |
| 1993-1994 | 5                | 3              |
| 1994-1995 | 3                | 5              |
| 1995-1996 | 5                | 12             |
| 1996-1997 | 12               | 12             |
| 1997-1998 | 12               | 15             |
| 1998-1999 | 15               | 22             |
| 1999-2000 | 22               | 27             |
| 2000-2001 | 27               | 32             |
| 2001-2002 | 32               | 32             |
| 2002-2003 | 32               | 34             |
| 2003-2004 | 34               | 33             |
| 2004-2005 | 33               | 31             |
| 2005-2006 | 32               | 25             |
| 2006-2007 | 25               | 33             |
| 2007-2008 | 33               | 66             |
| 2009-2010 | Non classificato | 68             |
| 2010-2011 | 66               | 67             |
| 2011-2012 | 67               | 63             |
| 2012-2013 | 63               | 61             |
| 2013-2014 | 61               | 75             |
| 2014-2015 | Non classificato | 123            |
| 2015-2016 | Non classificato | 107            |
| 2016-2017 | 82               | 88             |
| 2017-2018 | 73               | 86             |
| 2018-2019 | Non classificato | 109            |
| 2019-2020 | 82               |                |

### Break Massimi da 147: 3
| N° | Anno | Competizione        | Avversario   | Note   |
| -- | ---- | ------------------- | ------------ | ------ |
| 1  | 1991 | World Masters       | Paul Dawkins | [ 33 ] |
| 2  | 1992 | British Open        | Tony Drago   | [ 34 ] |
| 3  | 1997 | China International | Pang Weiguo  | [ 35 ] |

## Tornei vinti

### Titoli Non-Ranking: 7
| Titoli Ranking | Titoli Ranking | Titoli Ranking                  | Titoli Ranking |
| -------------- | -------------- | ------------------------------- | -------------- |
| Competizione   | Anno           | Avversario                      | Note           |
| Strachan Open  | 1992           | John Parrott                    | [ 36 ]         |
| Thailand Open  | 1994 - 1995    | Steve Davis - Ronnie O'Sullivan | [ 37 ] [ 38 ]  |

| Titoli Non-Ranking            | Titoli Non-Ranking | Titoli Non-Ranking | Titoli Non-Ranking |
| ----------------------------- | ------------------ | ------------------ | ------------------ |
| Competizione                  | Anno               | Avversario         | Note               |
| Thailand Masters              | 1986               | Terry Griffiths    | [ 11 ]             |
| Kent Challenge                | 1989               | ?                  |                    |
| Hong Kong Challenge           | 1990               | Jimmy White        | [ 39 ]             |
| Belgian Masters               | 1992               | John Parrott       | [ 40 ]             |
| World Matchplay               | 1992               | Steve Davis        | [ 41 ]             |
| King's Cup                    | 1993               | Darren Morgan      | [ 42 ]             |
| Euro-Asia Masters Challenge 1 | 2003               | Ken Doherty        | [ 43 ]             |

## Finali perse

### Titoli Non-Ranking: 9
| Titoli Ranking     | Titoli Ranking     | Titoli Ranking                                | Titoli Ranking       |
| ------------------ | ------------------ | --------------------------------------------- | -------------------- |
| Competizione       | Anno               | Avversario                                    | Note                 |
| Asian Open         | 1989               | Stephen Hendry                                | [ 14 ]               |
| British Open       | 1992 - 1993 - 1994 | Jimmy White - Steve Davis - Ronnie O'Sullivan | [ 44 ] [ 45 ] [ 46 ] |
| International Open | 1994               | John Parrott                                  | [ 47 ]               |

| Titoli Non-Ranking           | Titoli Non-Ranking | Titoli Non-Ranking     | Titoli Non-Ranking |
| ---------------------------- | ------------------ | ---------------------- | ------------------ |
| Competizione                 | Anno               | Avversario             | Note               |
| The Masters                  | 1993               | Stephen Hendry         | [ 5 ]              |
| Benson & Hedges Championship | 1990               | Alan McManus           | [ 48 ]             |
| European Masters League      | 1991               | Steve Davis            | [ 49 ]             |
| King's Cup                   | 1991 - 1992        | Joe Swail - Nigel Bond | [ 50 ] [ 51 ]      |
| Hong Kong Challenge          | 1991               | Stephen Hendry         | [ 52 ]             |
| Pot Black                    | 1992               | Neal Foulds            | [ 53 ]             |
| Nescafe Extra Challenge      | 1993               | Ronnie O'Sullivan      | [ 54 ]             |
| Euro-Asia Masters Challenge  | 2007               | John Higgins           | [ 55 ]             |